# Александер, Девон
Де́вон Алекса́ндер (англ. Devon Alexander; 10 февраля 1987) — американский боксёр-профессионал, выступающий в полусредней весовой категории. Чемпион мира во втором лёгком весе (по версии WBC, 2009—2011, IBF, 2010) Чемпион мира в полусреднем весе (по версии IBF, 2012).

## Любительская карьера
У Александера была выдающийся любительская карьера, 300 побед и всего 10 поражений. Он был четырёхкратным чемпионом турнира Серебряных перчаток в возрасте от 10-14 лет; трёхкратный чемпион страны PAL; Младший Золотые перчатки и юношеских Олимпийских игр чемпиона страны; 2003 США национальным чемпионом и 2004 Соединенные Штаты национальным чемпионом в полусреднем весе. Александер добрался до финального раунда 2004 олимпийских испытаний, где он боролся c соотечественником Рок Алленом. была зафиксирована ничья, и по подсчётам ударов победу присудили Аллену.

## Профессиональная карьера
Девон дебютировал на профессиональном ринге в мае 2004 года во втором лёгком весе.
В июле 2006 года завоевал титул молодёжного чемпиона мира по версии WBC.

### Второй лёгкий вес

#### Бой с Демаркусом Корли
В январе 2008 года состоялся бой между Демаркусом Корли и Девоном Александером. Александер доминировал весь бой, превзойдя противника в скорости и точности ударов. В середине 12-го раунда Александер провёл левый апперкот в пах. Рефери снял за это с него очко. Единогласным решением судей победителем был объявлен Девон Александер. Девон завоевал титул чемпиона континентальной Америки по версии WBC.Поединок проходил в рамках шоу, организованного телеканалом HBO, главным событием которого был бой Рой Джонс — Феликс Тринидад.
В следующем поединке защитил титул победив по очкам панамца Мигеля Каллиста.

#### Чемпионский бой с Джуниором Уиттером
1 августа 2009 года состоялся бой между Девоном Александером и Джуниором Уиттером за вакантный титул чемпиона мира по версии WBC. В восьмом раунде угол Уиттера выбросил полотенце.

#### Объединительный бой с Хуаном Унгано
6 марта 2010 года состоялся объединительный поединок чемпиона WBC Девона Александера и чемпиона IBF, Хуана Уранго. Девон победил техническим нокаутом в 8-м раунде, дважды посылая соперника в нокдаун.

#### Бой с Андреем Котельником
В июне 2010 года состоялся бой между Девоном Александером и Андреем Котельником. Девон изредка доставал украинца, и все судьи присудили победу американскому бойцу. Александер защитил титулы.

#### Объединительный бой с Тимоти Бредли
29 января 2011 года состоялся объединительный бой между непобежёнными чемпионом WBC, Девоном Александером и чемпионом WBO, Тимоти Брэдли. Девон отказался от защиты титула IBF с обязательным претендентом, южноафриканцем Кайзером Мабузой, и предпочёл объединение титулов, и был лишён титула IBF. Поединок вышел достаточно плотным, но в 10-м раунде после случайного столкновения головами поединок пришлось остановить. Техническим решением в близком бою была зафиксирована победе Бредли по очкам с небольшим преимуществом. Девон потерпел первое поражение.

#### Бой с Лукасом Маттиссе
В июле 2011 года Девон встретился с аргентинцем Лукасом Мартином Маттиссе. В рейтинговом бою раздельным решением победил Александер. В четвёртом раунде Маттиссе отправлял Александера в нокдаун.

### Полусредний вес

#### Бой с Маркосом Рене Майданой
25 февраля 2012 года Девон Александер поднялся в полусредний вес и вышел на ринг с известным аргентинским боксёром Маркосом Рене Майданой. Бой был очень активным, но Девон был убедительнее и переиграл Маркуса по очкам.

#### Чемпионский бой с Рэндаллом Бейли
20 сентября 2012 года Александер убедительно победил по очкам действующего чемпиона мира по версии IBF, Рэндалла Бейли, и стал новым чемпионом мира в полусреднем весе.
В начале 2013 года Девон должен был встретится с обязательным претендентом, британцем Келлом Бруком. Бой трижды переносили по причине травм Александера а затем Брука, и в итоге Брук отказался от боя освободив статус обязательного претендента.

#### Бой с Амиром Ханом
13 декабря 2014 года Девон Александер вышел на ринг против Амира Хана. Британец убедительно победил Девона по очкам единогласным решением судей.

## Список профессиональных поединков
В таблице перечислены результаты всех поединков боксёров.
В каждой строке указан результат поединка. Дополнительно номер поединка обозначен цветом, который обозначает итог поединка. Расшифровка обозначений и цветов представлена в нижеследующей таблице.
| Пример | Расшифровка                     |
| ------ | ------------------------------- |
|        | Победа                          |
|        | Ничья                           |
|        | Поражение                       |
|        | Планируемый поединок            |
|        | Поединок признан несостоявшимся |
| КО     | Нокаут                          |
| ТКО    | Технический нокаут              |
| PTS    | Решение судей (по очкам)        |
| UD     | Единогласное решение судей      |
| MD     | Решение большинства судей       |
| SD     | Раздельное решение судей        |
| RTD    | Отказ от продолжения боя        |
| DQ     | Дисквалификация                 |
| NC     | Поединок признан несостоявшимся |

| 35 поединков, 27 побед (14 нокаутом), 1 ничья, 7 поражений. | 35 поединков, 27 побед (14 нокаутом), 1 ничья, 7 поражений. | 35 поединков, 27 побед (14 нокаутом), 1 ничья, 7 поражений. | 35 поединков, 27 побед (14 нокаутом), 1 ничья, 7 поражений. | 35 поединков, 27 побед (14 нокаутом), 1 ничья, 7 поражений. | 35 поединков, 27 побед (14 нокаутом), 1 ничья, 7 поражений. | 35 поединков, 27 побед (14 нокаутом), 1 ничья, 7 поражений. |
| Результат                                                   | Оппонент                                                    | Тип                                                         | Раунд, Время                                                | Дата                                                        | Место боя                                                   | Дополнительно |
| ----------------------------------------------------------- | ----------------------------------------------------------- | ----------------------------------------------------------- | ----------------------------------------------------------- | ----------------------------------------------------------- | ----------------------------------------------------------- | --- |
| 27-5-1                                                      | Андре Берто (31-5)                                          | SD                                                          | 12                                                          | 4 августа 2018                                              | Юниондейл, США                                              | 112-115, 114-113, 112-115. Берто в нокдауне в 3-м раунде. |
| 27-4-1                                                      | Виктор Ортис (32-6-2)                                       | MD                                                          | 12                                                          | 17 февраля 2018                                             | Эль-Пасо, США                                               | 114-114, 114-114, 113-115. |
| 27-4                                                        | Вальтер Кастильо (26-4-1)                                   | UD                                                          | 10                                                          | 21 ноября 2017                                              | Сент-Питерсберг, США                                        | 100-89, 96-93, 100-89. |
| 26-4                                                        | Аарон Мартинес (19-4-1)                                     | UD                                                          | 10                                                          | 16 октября 2015                                             | Глендейл, США                                               | 93-97, 93-97, 94-96. |
| 26-3                                                        | Амир Хан (29-3)                                             | UD                                                          | 12                                                          | 13 декабря 2014                                             | Лас-Вегас, США                                              | 109-119, 110-118, 108-120. Бой за титул WBC Silver в полусреднем весе. |
| 26-2                                                        | Хесус Сото Карасс (28-9-3)                                  | UD                                                          | 10                                                          | 21 июня 2014                                                | Карсон, США                                                 | 97-93, 99-91, 99-91. |
| 25-2                                                        | Шон Портер (22-0-1)                                         | UD                                                          | 12                                                          | 7 декабря 2013                                              | Сан-Антонио, США                                            | 113-115, 112-116, 112-116. Потерял титул IBF в полусреднем весе. |
| 25-1                                                        | Ли Пёрди (20-3-1)                                           | RTD                                                         | 7 (12), 3:00                                                | 18 мая 2013                                                 | Атлантик-Сити, США                                          | Защитил титул IBF в полусреднем весе. Пёрди не уложился в лимит веса и не мог претендовать на пояс. Угол Пёрди остановил бой после 7 раунда. Александер получил травму руки. |
| 24-1                                                        | Рэндалл Бейли (43-7)                                        | UD                                                          | 12                                                          | 20 октября 2012                                             | Нью-Йорк, США                                               | 116-110, 115-111, 117-109. Выиграл титул IBF в полусреднем весе. Оба соперника были оштрафованы на одно очко в 6 раунде за клинчевание.                                      |
| 23-1                                                        | Маркос Майдана (31-2)                                       | UD                                                          | 10                                                          | 25 февраля 2012                                             | Сент-Луис, США                                              | 100-90, 99-91, 100-90. |
| 22-1                                                        | Лукас Матиссе (28-1)                                        | SD                                                          | 10                                                          | 25 июня 2011                                                | Сент-Чарльз, США                                            | 96-93, 95-94, 93-96. Александер в нокдауне в 4 раунде. |
| 21-1                                                        | Тимоти Брэдли (26-0)                                        | TD                                                          | 10 (12), 3:00                                               | 29 января 2011                                              | Понтиак (Мичиган), США                                      | 93-97, 95-96, 93-98. Потерял титул WBC в первом полусреднем весе; не выиграл титул WBO в первом полусреднем весе.                                                            |
| 21-0                                                        | Андрей Котельник (31-3-1)                                   | UD                                                          | 12                                                          | 7 августа 2010                                              | Сент-Луис, США                                              | 116-112, 116-112, 116-112. Защитил титулы IBF и WBC в первом полусреднем весе.                                                                                               |
| 20-0                                                        | Хуан Уранго (22-2-1)                                        | TKO                                                         | 8 (12), 1:12                                                | 6 марта 2010                                                | Анкасвилл, Коннектикут, США                                 | Защитил титул WBC и выиграл титул IBF в первом полусреднем весе. |
| 19-0                                                        | Джуниор Уиттер (37-2-2)                                     | RTD                                                         | 8 (12), 3:00                                                | 1 августа 2009                                              | Анкасвилл, Коннектикут, США                                 | Выиграл вакантный титул WBC в первом полусреднем весе (первый титул чемпиона мира в карьере Александера).                                                                    |
| 18-0                                                        | Хесус Родригес (19-3)                                       | KO                                                          | 9 (10), 0:58                                                | 24 апреля 2009                                              | Сент-Луис, США                                              | |
| 17-0                                                        | Кристофер Фернандес (16-5-1)                                | TKO                                                         | 3 (8), 3:00                                                 | 11 декабря 2008                                             | Ньюарк (Нью-Джерси), США                                    | |
| 16-0                                                        | Сун Хэн Ли (8-2-1)                                          | TKO                                                         | 4 (10), 0:19                                                | 17 ноября 2008                                              | Чэнду, Китай                                                | |
| 15-0                                                        | Мигель Каллист (24-6-1)                                     | UD                                                          | 12                                                          | 27 марта 2008                                               | Сент-Луис, США                                              | 120-105, 120-106, 120-106. Защитил титул WBC Continental Americas в первом полусреднем весе.                                                                                 |
| 14-0                                                        | Демаркус Корли (31-7-1)                                     | UD                                                          | 12                                                          | 19 января 2008                                              | Нью-Йорк, США                                               | 118-109, 118-109, 116-111. Выиграл титул WBC Continental Americas в первом полусреднем весе. Александер потерял одно очко за удар ниже пояса в 12 раунде.                    |
| 13-0                                                        | Кори Питерсон (7-0)                                         | TKO                                                         | 1 (8), 2:59                                                 | 13 октября 2007                                             | Иллинойс, США                                               | |
| 12-0                                                        | Маркус Лакк (8-14-1)                                        | KO                                                          | 3 (8), 1:24                                                 | 7 июля 2007                                                 | Бриджпорт (Коннектикут), США                                | |
| 11-0                                                        | Скотт Болл (8-2)                                            | KO                                                          | 7 (8), 0:59                                                 | 2 марта 2007                                                | Белтерра, США                                               | |
| 10-0                                                        | Максимино Куэвас (9-4-1)                                    | TKO                                                         | 4 (4), 2:02                                                 | 6 января 2007                                               | Голливуд (Флорида), США                                     | |
| 9-0                                                         | Тайлер Зиолковски (8-3)                                     | TKO                                                         | 1 (10), 2:40                                                | 8 июля 2006                                                 | Сент-Луис, США                                              | Выиграл вакантный титул WBC Youth в полусреднем весе. |
| 8-0                                                         | Сет Хебенстрайт (0-1)                                       | UD                                                          | 6                                                           | 9 марта 2006                                                | Сент-Луис, США                                              | |
| 7-0                                                         | Келли Райт (4-2)                                            | UD                                                          | 6                                                           | 21 октября 2005                                             | Сент-Луис, США                                              | |
| 6-0                                                         | Кристиан Нэш (2-9-2)                                        | TKO                                                         | 2 (4), 2:28                                                 | 30 сентября 2005                                            | Стоун-Парк, США                                             | |
| 5-0                                                         | Джон Рудольф (2-1)                                          | TKO                                                         | 3 (4), 1:01                                                 | 2 июня 2005                                                 | Сент-Чарльз (округ, Миссури), США                           | |
| 4-0                                                         | Феликс Лора (6-1-2)                                         | UD                                                          | 6                                                           | 21 мая 2005                                                 | Чикаго, США                                                 | 59-55, 58-56, 58-56. |
| 3-0                                                         | Донован Кастаньеда (7-1)                                    | UD                                                          | 6                                                           | 5 февраля 2005                                              | Сент-Луис, США                                              | 60-54, 60-54, 60-54. |
| 2-0                                                         | Карл Хантер (0-13)                                          | UD                                                          | 4                                                           | 3 июня 2004                                                 | Сент-Луис, США                                              | |
| 1-0                                                         | Винсент Торрес (0-2)                                        | TKO                                                         | 1 (4)                                                       | 20 мая 2004                                                 | Мичиган, США                                                | |